# Justicia subsessilis
Justicia subsessilis är en akantusväxtart som beskrevs av Oliver. Justicia subsessilis ingår i släktet Justicia och familjen akantusväxter. Inga underarter finns listade i Catalogue of Life.